# Berlanguella scopae
Berlanguella scopae Ortea, Bacallado, & Valdes, 1992 è un mollusco nudibranchio della famiglia Chromodorididae. È l'unica specie nota del genere Berlanguella.